# Kjersti Grini
Kjesrsti Grini (ur. 9 września 1971 w Oslo) – norweska piłkarka ręczna, wielokrotna reprezentantka Norwegii, lewa rozgrywająca. Zdobyła brązowy medal olimpijski w 2000 r. w Sydney. Jest również wielokrotną medalistką mistrzostw Świata i Europy. Rekordzistka pod względem rzuconych bramek w reprezentacji Norwegii w 201 meczach zdobyła 1003 bramki.

## Sukcesy
Mistrzostwa Europy:
- 1998
- 1996
- 1994

Mistrzostwa Świata
- 1999
- 2001

Igrzyska Olimpijskie
- 2000

## Wyróżnienia
- 1990, 1994: najlepsza piłkarka roku w Norwegii
- 1996: najlepsza lewa rozgrywająca Igrzysk Olimpijskich
- 1996: najlepsza strzelczyni mistrzostw Europy
- 1998: najlepsza lewa rozgrywająca mistrzostw Europy
- 2000: najlepsza lewa rozgrywająca i strzelczyni Igrzysk Olimpijskich